# Alona Babak
Alona Wałerijiwna Babak, ukr. Альона Валеріївна Бабак (ur. 27 września 1969 w Krzywym Rogu) – ukraińska przedsiębiorca i polityk, deputowana VIII kadencji, w latach 2019–2020 minister.

## Życiorys
W 1996 ukończyła instytut, na bazie którego później powstał Kijowski Narodowy Uniwersytet Lingwistyczny. Uzyskała tam dyplom nauczania języków angielskiego i francuskiego. Kształciła się następnie w USA, w 1998 otrzymała magisterium z zakresu zarządzania przedsiębiorstwem na Old Dominion University. Prowadziła własną działalność gospodarczą, kierowała różnymi projektami, zajmowała się m.in. sektorem mieszkaniowym. Była współzałożycielką i objęła funkcję dyrektora w organizacji pozarządowej „Instytut miscewoho rozwytku”, zajmującej się rozwojem lokalnym. Powoływana też w skład gremiów doradczych przy organach administracji publicznej.
W wyborach parlamentarnych w 2014 z ramienia ugrupowania Samopomoc Andrija Sadowego uzyskała mandat posłanki do Rady Najwyższej, który wykonywała do 2019. W sierpniu tegoż roku w nowo powołanym rządzie Ołeksija Honczaruka objęła stanowisko ministra rozwoju społeczności lokalnych. Zakończyła urzędowanie w lutym 2020.